# 延塚知道
延塚 知道（のぶつか ともみち、1948年 - ）は、日本の仏教学者。大谷大学名誉教授。

## 来歴・人物
福岡県生まれ。1972年大谷大学文学部卒。78年同大学院文学研究科博士課程単位取得。僧階 権大僧正 京都東本願寺董理院 董理 2008年「『浄土論註』の思想究明 親鸞の視点から」で文学博士の学位を取得。大谷大学教授を務めた。2018年定年、名誉教授。専門は真宗学。福岡県昭光寺住職

## 著書
- 『「他力」を生きる 清沢満之の求道と福沢諭吉の実学精神』筑摩書房 2001
- 『清沢満之と歎異抄 続』文栄堂書店 2005
- 『今、いのちがあなたを生きている』東本願寺伝道ブックス 真宗大谷派宗務所出版部 2006
- 『『浄土論註』講讃 宗祖聖人に導かれて 二〇〇六年安居次講』真宗大谷派宗務所出版部 2006
- 『親鸞の説法 『歎異抄』の世界』シリーズ親鸞 第7巻 筑摩書房 2010
- 『講讃浄土論註』全5巻 小樽浄土論註学習会 2012-18
- 『『教行信証』の構造 二〇一三年安居本講』真宗大谷派宗務所出版部 2013
- 『教行信証 その構造と核心』法藏館 2013
- 『無量寿経に聞く 下巻』教育新潮社 2016
- 『高僧和讃講義』（一）─龍樹・天親・曇鸞─、（二）─曇鸞─　方丈堂出版 2019、（三）─道綽・善導─　同2020、（四）─源信・源空─　同2021

### 共著
- 『蓮如上人 親鸞聖人の教えに生きた人』安藤文雄,一楽真ほか共著 真宗大谷派宗務所出版部 1996

## 論文
- <延塚知道